# Tarragonès
Tarragonès är ett grevskap, comarca, i Katalonien. Tarragonès är en av tre comarcor som bildades 1936. Det ligger vid Medelhavskusten, mellan Baix Penedès i nordost och Baix Camp i söder. Drygt 60 procent av befolkningen bor i huvudstaden, Tarragona.

## Kommuner
Tarragonès är uppdelat i 22 kommuner, municipis.

- Altafulla
- La Canonja
- El Catllar
- Constantí
- Creixell
- El Morell
- La Nou de Gaià
- Els Pallaresos
- Perafort
- La Pobla de Mafumet
- La Pobla de Montornès
- Renau
- La Riera de Gaià
- Roda de Barà
- Salomó
- Salou
- La Secuita
- Tarragona
- Torredembarra
- Vespella de Gaià
- Vila-seca
- Vilallonga del Camp